# Universidad de Yaundé

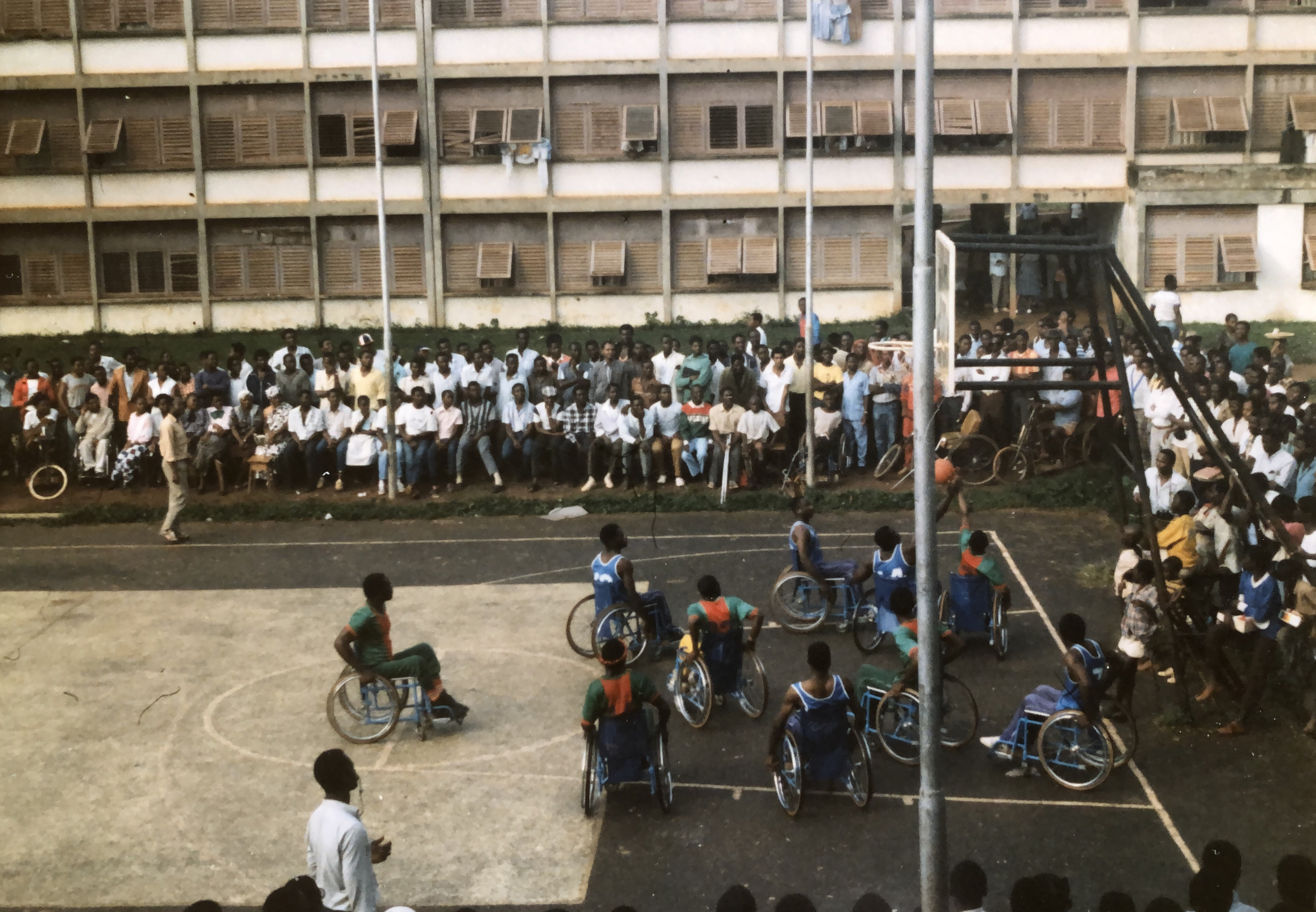
Competición de basquetbol en sillas de rueda en la Universidad de Yaundé, 1989.

La Universidad de Yaundé es la más importante de Camerún.
Fue construida con la ayuda de Francia y abierta en 1962, como la Universidad Federal de Yaundé. En 1972 pasó a llamarse Universidad de Yaundé.
En 1993 después de una reforma universitaria se dividió en 2 universidades distintas (Universidad de Yaundé I, y Universidad de Yaundé II).